# Diocesi di Macriana Minore
La diocesi di Macriana Minore (in latino Dioecesis Macrianensis Minor) è una sede soppressa e sede titolare della Chiesa cattolica.

## Storia
Macriana Minore, nell'odierna Tunisia, è un'antica sede episcopale della provincia romana di Bizacena.
Sono due i vescovi attribuiti a questa diocesi africana. Ianuario si trovava a Costantinopoli a metà del V secolo, esiliato dal re vandalo Genserico; il 22 novembre 448 prese parte alla riunione del sinodo permanente del patriarcato e sottoscrisse la condanna del monaco Eutiche, sostenitore dell'unica natura in Cristo. Il nome di Onorato figura all'80º posto nella lista dei vescovi della Bizacena convocati a Cartagine dal re vandalo Unerico nel 484; Onorato era già deceduto in occasione della redazione di questa lista.
Alla conferenza di Cartagine del 411, che vide riuniti assieme i vescovi cattolici e donatisti dell'Africa romana, furono presenti due vescovi cattolici, Felice e Silvano, entrambi indicati come episcopi Macrianensis, senza ulteriori indicazioni topografiche; uno dei due apparteneva alla sede di Macriana di Bizacena, mentre l'altro alla sede omonima in Mauretania. Secondo Mesnage tuttavia, la posizione delle firme di questi due vescovi negli atti conciliari possono indurre a pensare che il vescovo di Macriana di Mauritania fosse Felice, mentre Silvano sarebbe da attribuire a Macriana Minore di Bizacena.
Dal 1933 Macriana Minore è annoverata tra le sedi vescovili titolari della Chiesa cattolica; dal 30 dicembre 2015 il vescovo titolare è Aparecido Donizete de Souza, vescovo ausiliare di Cascavel.

## Cronotassi

### Vescovi
- Felice o Silvano † (menzionato nel 411)
- Ianuario † (menzionato nel 448)
- Onorato † (prima del 484)

### Vescovi titolari
- Adrien-Edmond-Maurice Gand † (19 maggio 1964 - 7 marzo 1968 succeduto vescovo di Lilla)
- Artemio Gabriel Casas † (4 settembre 1968 - 11 maggio 1974 nominato arcivescovo di Jaro)
- Joel Ivo Catapan, S.V.D. † (11 dicembre 1974 - 1º maggio 1999 deceduto)
- John Ribat, M.S.C. (30 ottobre 2000 - 12 febbraio 2002 nominato vescovo di Bereina)
- Karl-Heinz Wiesemann (4 luglio 2002 - 19 dicembre 2007 nominato vescovo di Spira)
- Renauld de Dinechin (21 maggio 2008 - 30 ottobre 2015 nominato vescovo di Soissons)
- Aparecido Donizete de Souza, dal 30 dicembre 2015